# Manuel Francisco de Barros e Sousa de Mesquita de Macedo Leitão e Carvalhosa
Manuel Francisco de Barros e Sousa de Mesquita de Macedo Leitão e Carvalhosa ComTE • ComSE • GCC (Lisboa, 18 de novembro de 1791 — Paris, 17 de janeiro de 1856), 2.º visconde de Santarém, foi um historiador, diplomata e estadista português que se notabilizou como estudioso da antiga cartografia (termo que criou) e como historiador dos descobrimentos portugueses, produzindo diversas obras destinadas a sustentar a primazia da presença portuguesa em várias regiões, com destaque para a costa ocidental africana a sul do cabo Bojador. Exerceu, durante o Verão de 1827, na regência de D. Isabel Maria de Bragança e já fase de desagregação da primeira experiência do Cartismo, os cargos de Ministro e Secretário de Estado dos Negócios do Reino e Ministro e Secretário de Estado da Marinha e Ultramar. Em 1828, já sob D. Miguel I, aceitou ser Ministro e Secretário de Estado dos Negócios Estrangeiros, ligando-se ao miguelismo, o que implicou o seu exílio para Paris após a vitória liberal. Era membro da Academia Real das Ciências de Lisboa, do Institut de France e de múltiplas academias e organizações científicas estrangeiras, sendo à época um dos intelectuais portugueses com maior projecção internacional.

## Biografia
Filho de João Diogo de Barros Leitão de Carvalhosa, 1.º visconde de Santarém, e da sua primeira esposa, Mariana Rita Xavier Porcille O'Kelly Ribeiro Rangel, ficou órfão de mãe aos 3 anos incompletos de idade. Educado por familiares, ingressou no Colégio dos Nobres a 24 de Janeiro de 1803, com apenas 11 anos, frequentando os estudos até 23 de Outubro de 1807.

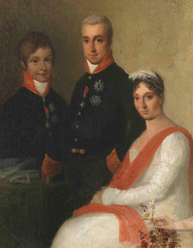
O futuro Visconde de Santarém, com os seus tios Francisco José Rufino de Sousa Lobato e D. Mariana Leocádia de Barros Leitão e Carvalhosa

Quando, face ao avanço das forças napoleónicas comandadas por Jean-Andoche Junot, em Novembro daquele ano de 1807, a família real portuguesa procurou refúgio no Brasil, o jovem aristocrata também se incorporou no grupo que acompanhou os reis, partindo na companhia de D. Mariana Leocádia de Barros Leitão e Carvalhosa, irmã de seu pai e açafata de D. Carlota Joaquina, e de seu marido Francisco José Rufino de Sousa Lobato, então guarda-roupa da rainha e depois 1.º barão e 1.º visconde de Vila Nova da Rainha.
Tendo-se fixado no Rio de Janeiro, cedo manifestou grande interesse por investigações históricas, especialmente as referentes à diplomacia, passando a estudar assiduamente os arquivos do Estado e a frequentar o gabinete de manuscritos da Biblioteca Real daquela cidade. Devotado a esse labor, a partir de 1809 principiou a coligir e a ordenar por ordem cronológica e por potência contratante todos os apontamentos e notícias dos documentos diplomáticos relativos às relações entre a Coroa Portuguesa e as nações estrangeiras.
A partir de 1811 esse trabalho foi alargado aos livros e manuscritos que haviam constituído a Real Biblioteca da Ajuda, começada a organizar pelo rei D. José I, que naquele ano, por ordem do príncipe regente D. João, haviam sido enviados para o Brasil.
Em 1814, foi nomeado conselheiro de embaixada, tendo recebido então ordens para acompanhar o ministro plenipotenciário António de Saldanha da Gama, mais tarde 1.º conde de Porto Santo, como adjunto da legação portuguesa ao Congresso de Viena de Áustria. Contudo, quando se preparava para embarcar na corveta que os deveria conduzir à Europa, recebeu ordens para permanecer no Rio de Janeiro, encarregado de redigir memórias sobre os limites das possessões portuguesas na América do Sul e sobre a questão de Olivença. Tais memórias destinavam-se à corte de Londres e à Legação em Viena, tendo como objectivo fundamentar historicamente as posições portuguesas nas disputas que Portugal então mantinha com a corte de Madrid.
Continuando no Brasil entregue aos seus estudos históricos, a 30 de Novembro de 1816, na Capela Real do Rio de Janeiro, casou com Maria Amália de Saldanha da Gama, filha do 6.º conde da Ponte, João de Saldanha da Gama, governador da Baía, já então falecido, e sobrinha do já citado António de Saldanha da Gama.
Continuando adido à carreira diplomática, em Setembro de 1817 foi nomeado conselheiro à embaixada portuguesa em Paris, mas não chegou a partir para a Europa. Foi-lhe então comunicado pelo Ministro dos Estrangeiros, João Paulo Bezerra de Seixas, que lhe estava reservada um dos postos diplomáticos da Europa.
Por decreto de 6 de Fevereiro de 1818, dia da aclamação de D. João VI de Portugal, sendo ainda desconhecida no Rio do Janeiro a morte de seu pai, o 1.º visconde de Santarém, foi-lhe concedido, por uma vida, o título de seu pai, decreto que foi confirmado a 28 do mesmo mês e ano. Sucedeu a toda a casa paterna e nos cargos que seu pai exercia, sendo em 1819 autorizado a tomar posse da sua herança por seu bastante procurador.
Quando Portugal pretendia restabelecer relações diplomáticas com a Dinamarca, por enviados extraordinários, o visconde de Santarém foi nomeado, por decreto de 22 de Janeiro de 1819, para servir na corte de Copenhaga com o posto de encarregado de negócios. Tendo de ir desempenhar o cargo, ou pelo menos tomar posse, o visconde de Santarém saiu do Rio de Janeiro para a Europa a 9 de Abril desse ano. Por essa altura tinha coligido um tão grande número de documentos diplomáticos, que já constituíam 80 volumes.
No Verão de 1819 visitou a Inglaterra, onde fez várias excursões pelo interior, visitou a biblioteca pública de Plymouth, e passou a Lisboa, fixando residência naquela cidade para se ocupar dos negócios da sua casa, agora mais complexos por causa de inventário e partilhas, e para poder entregar-se a novas investigações diplomáticas nos documentos arquivados na Torre do Tombo. Para esse fim tinha alcançado, por decreto de 31 de Março de 1819, autorização para obter todas as cópias que pedisse.
Foi durante a sua residência em Lisboa, que recebeu de D. João VI a mercê da alcaidaria-mor de Santarém, em sua vida, por alvará de 25 de Agosto de 1819, e carta de 19 de Abril de 1820.
Não aderiu aos ideais da revolução liberal de 1820, tendo optado por abandonar Portugal. Saiu a muito custo, com 8 pessoas de família, a 30 de Setembro desse ano, com destino à Inglaterra. Desembarcou em Falmouth a 15 de Outubro, seguiu para Londres, e daí para Paris, onde chegou a 21 de Novembro. Aguardando pelo degelo do mar Báltico, nunca chegou a partir para a Dinamarca. 
Durante a sua permanência em Paris continuou as suas investigações de história da diplomacia portuguesa, examinando 74 códices da Biblioteca Real, além dos manuscritos da Biblioteca do Pantheon, da Biblioteca Mazarini e de outros arquivos de França. Também iniciou a publicação de diversos artigos no periódico de língua portuguesa Annaes das sciencias, letras e artes, que então se publicava em Paris por iniciativa do desembargador José Diogo de Mascarenhas Neto, correio-mor e vereador do Senado de Lisboa, que também ali estava exilado.
Apesar de exilado em Paris, manteve a sua ligação ao serviço diplomático português, recebendo instruções destinadas ao plenipotenciário de Portugal que foi participar no Congresso de Laibach, realizado na cidade que hoje é Ljubljana (na altura parte do Império Austríaco), de 26 de Janeiro a 12 de Maio de 1821. Tratava-se do futuro conde de Porto Santo.  
Entretanto, rebentou no Rio de Janeiro o levantamento de 25 de Fevereiro de 1821, que obrigou D. João VI e a família real a voltar para Lisboa. O visconde de Santarém, tendo-se demitido do seu cargo diplomático, regressou também a Lisboa.
Tendo ganhado fama de historiador erudito e especialista em história da diplomacia portuguesa, a 12 de Dezembro de 1821 foi admitido como correspondente da Academia Real das Ciências de Lisboa. Apesar de ter reingressado formalmente na carreira diplomática, manteve-se em Lisboa, onde continuou os seus estudos, consolidando a sua reputação como historiador e um dos mais importantes intelectuais portugueses da época.
Quando Pedro de Sousa Holstein, o 1.º conde de Palmela, assumiu o cargo de Ministro dos Negócios Estrangeiros, em Julho do 1823, o governo nomeou o visconde de Santarém enviado extraordinário e ministro plenipotenciário para os Estados Unidos. Contudo, os diplomas de nomeação não chegaram a ser assinados em consequência da recusa terminante do visconde em aceitar a missão. Os motivos da escusa apresentados a D. João VI foram aceites, com a benesse de, apesar da recusa, não ser considerado fora da carreira e com a promessa de que logo que houvesse uma missão vaga na Europa, seria ele o nomeado. Com esta resolução, o visconde de Santarém conservou as honras inerentes ao serviço diplomático.
Por proposta Pedro de Sousa Holstein, já então com o título de marquês de Palmela, o visconde de Santarém foi nomeado interinamente, em vida do antecessor, 39.° guarda-mor da Torre do Tombo em 1824, confirmado, pelos decretos de 13 e 27 de Julho desse ano, cargo que assumiu com grande entusiasmo e espírito reformador, pois correspondia à sua natural apetência e vocação, até 23 de Julho de 1833. O seu trabalho à frente daquela instituição foi a todos os títulos notável. Apenas com a morte do guarda-mor titular, o 1º visconde de Azurara (1746-1825), se tornou, em 1827, guarda-mor efectivo. Já então era, desde 1826, sócio livre da Academia Real das Ciências de Lisboa.  
Após o falecimento de D. João VI, ocorrido a 10 de Março de 1826, e tomando a regência do Reino a infanta D. Isabel Maria de Bragança, o regime cartista entrou numa fase de grande instabilidade, com o campo liberal em crescente retrocesso. Nesse contexto, e sendo o visconde de Santarém considerado um moderado, que não tinha aderido à revolução de 1820, mas que se tinha acomodado aos sucessivos governos do constitucionalismo, num gesto apaziguador da regente, por decreto de 8 de Junho de 1827 foi nomeado Ministro e Secretário de Estado dos Negócios do Reino.
Ao contrário do que tem sido repetido ad nauseam, sem base documental, esse cargo não correspondia à presidência do Governo (1.º governo do Miguelismo). Por decreto de 14 de Agosto, passou a acumular também a pasta de Ministro e Secretário da Marinha e Ultramar. Contudo, face à crescente instabilidade política, foi exonerado de todos os cargos a 5 de Setembro daquele mesmo ano, regressando às suas funções na Torre do Tombo.
Quando em Fevereiro do 1828 a regência do Reino foi entregue ao infante D. Miguel, o visconde do Santarém foi convidado a assumir o Ministério dos Negócios Estrangeiros, sendo nomeado por decreto de 13 de Março (Correspondência do 2º Visconde de Santarém, vol. I, 1918, p. 29, reproduz esse documento). Esta decisão, particularmente porque conservou a pasta mesmo depois de D. Miguel ter passado de regente a rei, deixou-o inevitavelmente ligado ao miguelismo, o que lhe traria graves consequências após a vitória liberal.
Contudo, mantendo a sua posição de moderação, era favorável a uma solução política da guerra civil portuguesa, o que está bem patente num parecer por ele elaborado e comunicado ao duque de Lafões (então, por casamento, D. Segismundo Caetano Álvares Pereira de Melo, 3.º duque de Lafões) em ofício de 24 de Março de 1833, acerca da forma de conceder uma capitulação a D. Pedro (Correspondência do 2º Visconde de Santarém, vol, V, pp. 31-34). Como é vísível pela documentação, publicada, da época (Idem, Op. Cit., pp. 43 e 46-51), tal solução era do conhecimento e aprovação de D. Miguel. Porém, a franqueza do visconde ao referir-se à ameaça que representava a presença do ramo carlista da família real espanhola em Portugal foi vista, entre outros factores, como quase traição, levando a que D. Miguel, ao partir para Santarém, em meados de Agosto, o mandasse afastar da corte, então em Coimbra. Porém, existe correspondência que prova que manteve, mesmo quando residindo em Tomar e Abrantes, a gerência dos negócios do seu ministério, pelo menos até 4 de Abril de 1834 (Daniel Protásio, Mátria XXI, nº 6, Maio de 2017, Santarém, Centro de Investigação Joaquim Veríssimo Serrão, ISSN 2183-1467, pp. 113-125).
Aquele ofício de 24 de Março, que os liberais encontraram na Secretaria de Estado após a tomada de Lisboa, foi publicado na Chronica Constitucional de 17 de Setembro de 1833 e faz jus à lucidez de espírito e à perspicácia política do visconde de Santarém.
Apesar da posição moderada que assumiu, D. Pedro, regente em nome de D. Maria II, exonerou-o do cargo de guarda-mor da Torre do Tombo em 23 de Julho de 1833, logo após a tomada de Lisboa pelas forças liberais. Na noite do 24 para 25 daquele mês, José Joaquim dos Reis e Manuel Vaz Parreiras, por ordem vocal que lhes foi dada pelo encarregado da polícia, dirigiram-se à casa do visconde do Santarém e apreenderam toda a correspondência que encontraram. O auto da diligência e inventário dos papéis apreendidos foram remetidos em 8 de Agosto a Cândido José Xavier Dias da Silva por Bernardim de Sousa e Luís Teixeira Homem de Brederode, sendo nomeada uma comissão para proceder ao exame desses papéis.
Quando D. Miguel se viu obrigado a aceitar a convenção de Évora Monte e a partir para o exílio, o visconde veio a Lisboa, reconheceu o governo constitucional, e pediu regularmente o seu passaporte, o qual lhe foi passado a 11 de Junho de 1834. Nos dias imediatos partiu para Paris, para um exílio de que jamais regressaria.
Em Paris retomou os seus estudos de história portuguesa, produzindo diversas obras para sustentar e apoiar a política ultramarina dos Governos liberais portugueses, frequentemente a pedido destes. Nessa fase da sua vida realizou uma longa e notável campanha a favor dos direitos coloniais portugueses na África e em outros territórios, com base na demonstração da primazia do seu descobrimento face às potências europeias rivais.
Foi cultor da cartografia, criando o termo numa carta de 8 de Dezembro de 1839, dirigida de Paris ao historiador brasileiro Francisco Adolfo de Varnhagen.
Os seus estudos sobre cartografia histórica são notáveis, mantendo-se até à actualidade como uma das principais fontes para o estudo da matéria. Neste campo, a sua obra Atlas composé de cartes des XIVe, XV, XVI et XVII siécles pour la plupart inédites, et devant seuvir de preuves a l'ouvrage sur la priorité de la découverte de la Côte Occidentale d'Afrique au dela du Capo Bojador par les portugais, é um verdadeiro monumento bibliográfico que se mantém central para o estudo da evolução da cartografia e da mundividência europeias.
Apesar da sua situação de exilado, o governo português aproveitou o seu talento e o seu estudo para o encarregar de diversas missões literárias, publicando em 1842, ano em que voltou a ser, até 1856, o 43.° guarda-mor da Torre do Tombo, o Quadro elementar das relações políticas e diplomáticas de Portugal com as diversas potências do mundo, e em 1846 o Corpo diplomático português. São duas obras valiosas em que relevam os prólogos e as notas com que o autor precede e acompanha cada um dos seus volumes.

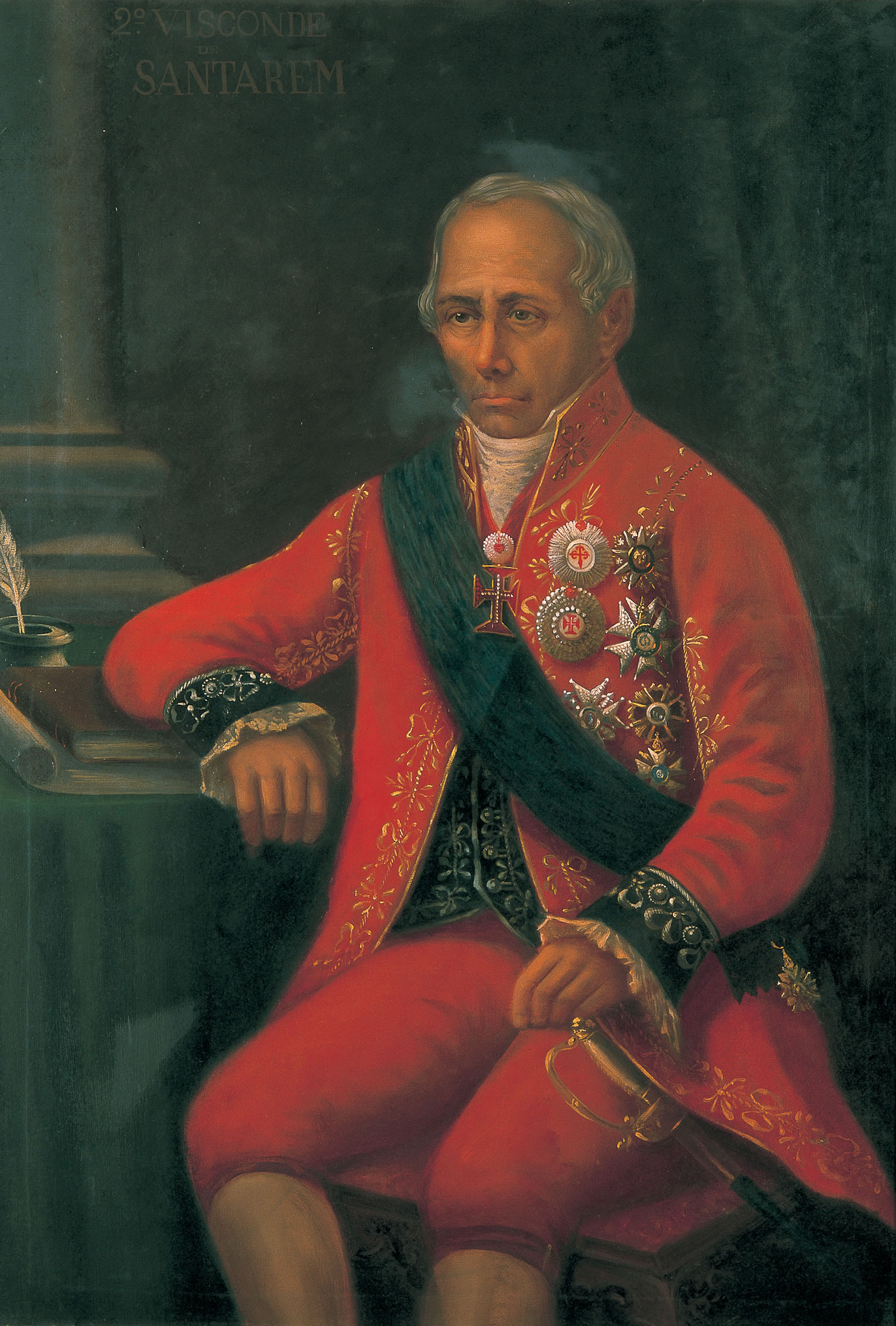
Retrato do 2.º visconde de Santarém (c. 1850), na Sociedade de Geografia de Lisboa.

Dominando perfeitamente a língua francesa, que empregava de preferência nas suas publicações de história e de geografia, o visconde de Santarém foi determinante na defesa dos direitos coloniais portugueses, e tão profundamente estudou e conheceu esses assuntos, que apesar de não ter posição oficial, era regularmente consultado por Francisco de Almeida Portugal, o 1.º conde de Lavradio, então embaixador em Londres, que ia a Paris de propósito para se aconselhar sempre que tinha alguma relevante questão colonial para discutir com o governo inglês.
Em 1855 publicou a obra Demonstração dos direitos que tem a Corôa de Portugal sobre os territórios situados na costa Occidental d'Africa, entre o 5.º grau e 12 minutos e o 8.º de latitude meridional, a qual se revelou importante na discussão com a França e a Grã-Bretanha dos direitos coloniais portugueses naquela região.
Quando o rei D. Pedro V visitou Paris, assistindo nas Tulherias com o imperador Napoleão III a uma recepção oficial, não conhecia pessoalmente o visconde de Santarém, que também ali se encontrava entre os convidados. O imperador, notando isso, apresentou-o ao monarca português, e D. Pedro V pediu-lhe desculpa por lhe não ter falado, justificando-se por somente o conhecer de nome. Instou então para que o procurasse no pavilhão de Flora, onde eram os seus alojamentos, para conversarem sobre os assuntos da especialidade do visconde. O rei pediu-lhe que regressasse a Portugal, o que o visconde recusou, alegando que estava em Paris no meio dos seus manuscritos, dos seus mapas, o que dificilmente encontraria em Lisboa os elementos de estudo que tinha na capital francesa. Tal recusa não se prendia com a relutância do visconde de Santarém, em aceitar mercê ou graça do regime liberal, como a segunda nomeação como guarda-mor da Torre do Tombo em 1842 e a atribuição da grã-cruz da Ordem de Cristo a 26 de Dezembro de 1850 (Jordão de Freitas, O 2º Visconde de Santarém e os seus Atlas Geográficos, 1909, p. 42).
Faleceu em Paris a 17 de Janeiro de 1856, tendo os seus restos mortais chegado a Lisboa a 24 de fevereiro, deixando uma das mais relevantes obras históricas da sua geração, a maior parte da qual publicada em Paris e escrita sobretudo em francês e português, em alguns casos com tradução para a língua inglesa.
O visconde Santarém herdou múltiplos títulos e honras e recebeu vásrias condecorações, pelo que deteve os títulos de Senhor de Pontével, Ereira e Lapa; Alcaide-mor de Santarém, Golegã e Almeirim; senhor do morgado de Vaqueiros; oficial-mor da Casa Real em 1827, por inerência do cargo de guarda-mor da Torre do Tombo; guarda-roupa de D. Maria I, comendador da Ordem de Santiago e da Ordem Militar da Torre e Espada, grã-cruz da Ordem Militar de Cristo, grã-cruz da Ordem de Carlos III de Espanha, oficial da Ordem do Cruzeiro do Sul do Brasil, ministro de estado e guarda-mor do Torre do Tombo.
Entre outras organizações científicas e académicas, foi sócio da Academia Real das Ciências de Lisboa, do Instituto Histórico e Geográfico do Brasil, da Academia das Ciências de Berlim; do Instituto de França e das Sociedades de Geografia de Berlim, Frankfurt, Londres, Paris e São Petersburgo.
Após a morte do autor, José da Silva Mendes Leal foi encarregado, por decreto de 7 de Outubro de 1857, de coordenar a compilação e edição de parte da obra do visconde de Santarém.
A Sociedade de Geografia de Lisboa dedicou à sua memória uma sessão solene, realizada em 11 de Janeiro de 1907, a que assistiu o rei D. Carlos. Nessa sessão foi inaugurado um retrato do historiador, oferecido à Sociedade do Geografia pelo seu neto. O elogio histórico do homenageado foi feito pelo vice-presidente da Sociedade, Vicente Almeida de Eça.
Nos Boletins da Sociedade do Geografia de Lisboa de 1904 e 1905 estão publicadas algumas cartas, então inéditas, do visconde de Santarém.
António Baião, director da Torre do Tombo, publicou em Coimbra, no ano de 1909, um opúsculo intitulado O visconde de Santarém, como guarda-mor da Torre do Tombo, onde se põem em relevo os notáveis serviços que o diplomata e escritor prestou àquela instituição.
O seu neto, o 3.º visconde de Santarém, publicou em Lisboa, no ano de 1910, dois volumes intitulados Opúsculos e Esparsos, coligidos e coordenados por Jordão de Freitas, e novamente publicados pelo 3.º visconde de Santarém.
António Sardinha, no auge do Integralismo Lusitano, prefaciou a reedição da sua obra Memória para a história e teoria das Cortes gerais, que em Portugal se celebraram pelos três estados do reino, considerando-a como uma das principais obras da historiografia do nacionalismo português. Esse prefácio, com 250 páginas, é um verdadeiro ensaio paralelo à obra, tendo contribuído em muito para ligar, imerecida e injustificadamente, o nome do visconde de Santarém às posições nacionalistas mais ultramontanas.

## A obra do visconde de Santarém
O Visconde de Santarém, um especialista em paleografia e diplomática, é considerado entre os maiores nomes, se não o maior, da historiografia portuguesa do século XIX. As suas obras, com destaque para Quadro Elementar, são as mais relevantes produzidas na época, assumindo uma dimensão, que embora diferente da de Alexandre Herculano, lhe deveria merecer um maior reconhecimento do que aquele que actualmente goza. É uma obra baseada na extraordinária erudição do seu autor e não na capacidade de interpretação social e política que Alexandre Herculano demonstrou.
A obra com que o visconde de Santarém se estreou na sua carreira de historiador erudito foi a Análise histórico-numismática de uma medalha de ouro do imperador Honório, do quarto século da era cristã, escrita no Rio de Janeiro em 1818 e impressa depois em Falmouth em 1819. Por esse tempo o visconde já trabalhava nos seus estudos diplomáticos, para os quais já em 1822 coleccionara os tratados celebrados por Portugal até aos fins do século XVI, colecção que abrangia 21 volumes. Em 1822 e 1823 percorreu vários conventos e mosteiros em Lisboa, Coimbra, Porto e Minho, em busca de documentos inéditos (Daniel Protásio, 2º Visconde de Santarém: uma biografia intelectual e política, 2018, pp. 92-93). Escreveu e imprimiu em 1825 uma obra intitulada Memórias cronológicas e autênticas dos alcaides-mores da vila de Santarém, desde o princípio da monarquia até ao presente. Essa obra assume um carácter pessoal, pois a alcaidaria-mor de Santarém fora dada a seu pai juntamente com o viscondado.
Feito membro da Société géographique de France (Sociedade Geográfica de França) a partir de 1835, o visconde de Santarém foi um dos seus mais activos relatores, ocupando-se com grande dedicação e competência das matérias referentes a Portugal e às suas colónias. Foi membro da sua Comissão Central entre 1838 e 1856 e vice-presidente da mesma entre 1845 e 1849 (Daniel Protásio, Op. Cit., pp. 199 e n. 439; 222 e n. 486). Chegou a vice-presidente e presidente da Sociedade de Geografia entre 10 de Abril e 17 de Dezembro de 1840 (Idem, Idem, p. 206 e n. 448). Pertencia também à Sociedade dos Antiquários de Paris e ao Institut de France (Academia das Belas-Letras e Inscrições, 1837), honra que apenas um número limitado de estrangeiros recebia (Conde de Franqueville, Le Premier Siècle de l'Institut de France (25 Octobre 1795-25 Octobre de 1895, Paris, Institut de France, vol. II, pp. 115 e 355-357).
A sua obra principal, intitulada Quadro elementar das relações políticas e diplomáticas de Portugal com as diversas potências do mundo, desde o principio da monarquia portuguesa até aos nossos dias, teve, pela sua extensão, uma publicação complexa. Publicada em Paris, os tomos I e II foram apareceram no ano de 1842, a que se seguiram, no ano imediato, o tomo III e o tomo IV (1.ª parte). Em 1844, foi a vez do tomo IV (2.ª parte). Estes primeiros 5 volumes incluem os documentos que dizem respeito as relações de Portugal com a Espanha (1160-1815) e França (1121-1706). Os tomos V (1845), VI (1850), VII (1851) e VIII (1853) contêm a série dos documentos respeitantes às restantes relações de Portugal com a França (1706-1777), mas o autor foi obrigado a interromper a série e a ocupar-se do que dizia respeito à Inglaterra (1147-1579), e nessa conformidade, imprimiu os tomos XIV e XV, também em Paris, 1853-1854; sendo estes os últimos tomos que se publicaram em vida do visconde. Os restantes tomos são póstumos, tendo governo cometido à Academia Real das Ciências de Lisboa a sua edição.  
Sobre todos estes pormenores, que corrigem o que Inocêncio Francisco da Silva escreveu no Dicionário Bibliográfico Português..., vols. V e VII, consulte-se Daniel Estudante Protásio, 2º Visconde de Santarém - Pensamento Histórico e Acção Política (1809-1855), tese de doutoramento apresentada à Faculdade de Ciências Sociais e Humanas da Universidade Nova de Lisboa, 2008 (policopiado), pp. 428-429, anexo documental VI («descrição bibliográfica exaustiva do Quadro Elementar...»). 
Entre outras, é autor das seguintes obras:
- Análise histórico-numismática de uma medalha de ouro do imperador Honório, do quarto século da era cristã, Falmouth, s.d. (1819);
- Memórias cronológicas e autênticas dos alcaides-mores da vila de Santarém, desde o princípio da monarquia até ao presente, Lisboa, 1825;
- Notícia dos manuscritos pertencentes ao direito público externo diplomático de Portugal, e à história e literatura do mesmo país, que existem na. Biblioteca Real de Paris, e outras da mesma capital, e nos arquivos de França, examinados e coligidos, Lisboa, 1827 (reimpresso em 1865);
- Memória para a história e theoria das Côrtes geraes, que em Portugal se celebraram pelos três estados do reino; ordenadas e compostas no anno de 1824, Parte I, Lisboa, 1827; Parte II, 1828;
- Alguns documentos para servirem de prova à primeira parte da Memória para a história e theoria das Côrtes geraes, que em Portugal se celebraram pelos três estados do reino, Lisboa, 1828;
- Alguns documentos para servirem de prova à segunda parte da Memória para a história e theoria das Côrtes geraes, que em Portugal se celebraram pelos três estados do reino, Lisboa, 1828;
- Lettre a Mr. Mielle, officier de l'Université de France, etc., sur son projet de l'Histoire religieuse et litteraire des Ordres monastiques et militaires, Paris, 1835;
- Notes additionelles de Mr. le Vicomte de Santarem à la Lettre qu'il adresse a Mr. le Baron Mielle, Paris, 1836;
- De l'introduction des procédés relatifs à la fabrication des étoffes de soie dans la Peninsule hispanique sous la domination des Arabes, Paris, 1838;
- Analyse du Journal de la navigation de la flotte qui est allée à la terre du Brésil de 1530 a 1532 pour Pedro Lopes de Sousa, publiée pour la premiére fois à Lisbonne par Mr. de Varnhagen, Paris, 1840;
- Introduccão e notas à Chronica do descobrimento e conquista da Guiné, por Azurara, Paris, 1841;
- «Atlas composé de cartes des XIVe, XV, XVI et XVII siécles pour la plupart inédites, et devant seuvir de preuves a l'ouvrage sur la priorité de la découverte de la Côte Occidentale d'Afrique au dela du Capo Bojador par les portugais». , Paris, 1841;
- Memoria sobre a prioridade dos descobrimentos portuquezes na costa de África Occidental, para servir de illustração à «Chronica da Conquista da Guiné» por Azarara, Paris, 1841 (esta obra foi mandada imprimir pelo governo português em número de 500 exemplares);
- Recherches sur la priorité de la découverte des pays situés sur la côte Occidental d'Afrique, au-delà du cap Bojador, et sur les progrés de la science qéographique, aprés les navigations des portugais au XV siécle, acompagnées d'un Atlas composé de mappe-mondes, et de cartes pour le plupart inedites, dressées depuis le XI jusqu'au XVII siècle, Paris, 1842 (tradução ampliada da obra anterior, com 1000 exemplares pagos pelo governo português);
- Notice sur André Alvarez d'Almada et sa Description de la Guiné, Paris, 1842;
- Quadro elementar das relações políticas e diplomáticas de Portugal com as diversas potências do mundo, desde o principio da monarquia portuguesa até aos nossos dias, 19 tomos, Paris e Lisboa, 1842-1876;
- Corpo diplomático português, contendo todos os tratados de paz, de aliança, de neutralidade, de trégua, de comércio, de limites, de ajuste de casamentos, de cessões de território e de outras transacções entre a coroa de Portugal e as diversas potencias do mundo, desde o principio da monarquia até aos nossos dias; tomo I. Portugal e Hespanha, Paris, 1846;
- Notice sur la vie et les travaux de M. da Cunha Barbosa, secrétaire perpetuel de l'Institut historique et géographique du Brésil, separata do Bulletin de la Société de Géographie, de Março de 1847, Paris;
- Mémoire sur la question de savoir aquelle époque l'Amérique meridionale a cessé d'être réprésentée dans les cartes géographiques comme une ile d'une grande étendue, separata do Bulletin de la Société de Géographie de Março de 1817, Paris;
- Examen des assertions contenues dans un opuscule intitulé «Sur la Publication des Monuments de la Géographie», 1847; Paris;
- Florida Blanca (Le Comte de), separata da Encyclopédie des gens du monde, tomo XI, Paris;
- Recherches historiques, critiques et bibliographiques sur Améric Vespuce et ses voyages, Paris, sem data (o autor publicara anteriormente um esboço deste seu trabalho, com o título Recherches sur Améric Vespuce, et sur ses prétendues découvertes em 1501 et 1503 em separata do Bulletin de Ia Société de Géographie, n.º 11 Paris, 1836);
- Notice sur l'état actuel de la publication de l'Atlas de Mr. le Vicomte de Santarem, composé de mappe-mondes, de portulans et de cartes historiques, depuis te VI jusqu'au VIII siécle, pour la plupart inedites, tirées des manuscripts des différents bibliotéques de l'Europe, pour servir, de preuves à l'Histoire de la Géographie da moyen-age, et à celle des découvertes des portugais, Paris, 1846;
- Rapport lu par M. te Vicomte de Santarem à la Societé Géographique sur l'ouvrage de M. Lopes de Lima intitulé: «Ensaios»
- Essais statistiques sur les possessions portugaises en outre-mer, separata do Bulletin de la Societé de Géographie, Maço de 1846, Paris;
- Note sur la veritable date des instructions donnés a un des premiers capitaines qui sont allés duns l'Inde aprés Cabral, publicada nos Annales Maritimes de Lisbonne, cn.º 7, 1845 (separata do Bulletin de la Société de Géographie, Setembro de 1846);
- Rapport sur une Mémoire de M. da Silveira, relativement à la découverte des terres du Prétre Jean de la Guinée par les portugais, Paris, 1846 (a obra de que se trata intitula-se: Memoria chronologica ácerca do descobrimento das terras do Preste João das Indias, coordenada por Albano da Silveira);
- Essai sur l'histoire de la Cosmographique et de la Cartographie pendant le moyen age, et sur les progrés de la Géographie après les grandes découvertes du XV siécle, pour servir d'introduction et d'explication à l'Atlas composé de mappe-mondes et de portulans, et d'autres monuments géographiques depuis le VI siécle de notre ére jusqu'au XVII, Paris, tomo I, 1849; II, 1850; III, 1852;
- Demonstração dos direitos que tem a corôa de Portugal sobre os territórios situados na costa Occidental d'Africa, entre o 5.º grau e 12 minutos e o 8.º de latitude meridional, Lisboa, 1855 (o governo mandou fazer uma tradução em inglês, Londres, 1856, que depois se reimprimiu em 1877).